# Districte de Xai-Xai
El Districte de Xai-Xai és un districte de Moçambic, situat a la província de Gaza. Té una superfície 1.739 kilòmetres quadrats. En 2007 comptava amb una població de 29.304 habitants. Des de novembre de 2011 la seu del districte és Chongoene, des d'on fou transferida la capital provincial, Xai-Xai. Des de finals de 2013 hi ha una proposta per canviar el nom del districte pel de Limpopo, per evitar confusió entre la ciutat i el districte de Xai-Xai.
Limit al nord amb el districte de Chibuto, a l'est amb el districte de Manjacaze, al sud amb l'oceà Índic i a l'oest amb el districte de Bilene Macia. El districte exclou la ciutat de Xai-Xai.

## Divisió administrativa
El districte està dividit en tres postos administrativos (Chicumbane, Chongoene i Zongoene), compostos per les següents localitats:
- Posto Administrativo de Chicumbane
  - Chicumbane
  - Chiridzene
  - Languene
  - Muamuasse
  - Muawasse
  - Muzingane
  - Nuvungueni
- Posto Administrativo de Chongoene
  - Banhine
  - Chongoene
  - Maciene
  - Nhacutse
  - Nhama-Vila
  - Siaia
- Posto Administrativo de Zonguene:
  - Chilaulane
  - Nhambanga
  - Novela
  - Zonguene